# Gens Turcia

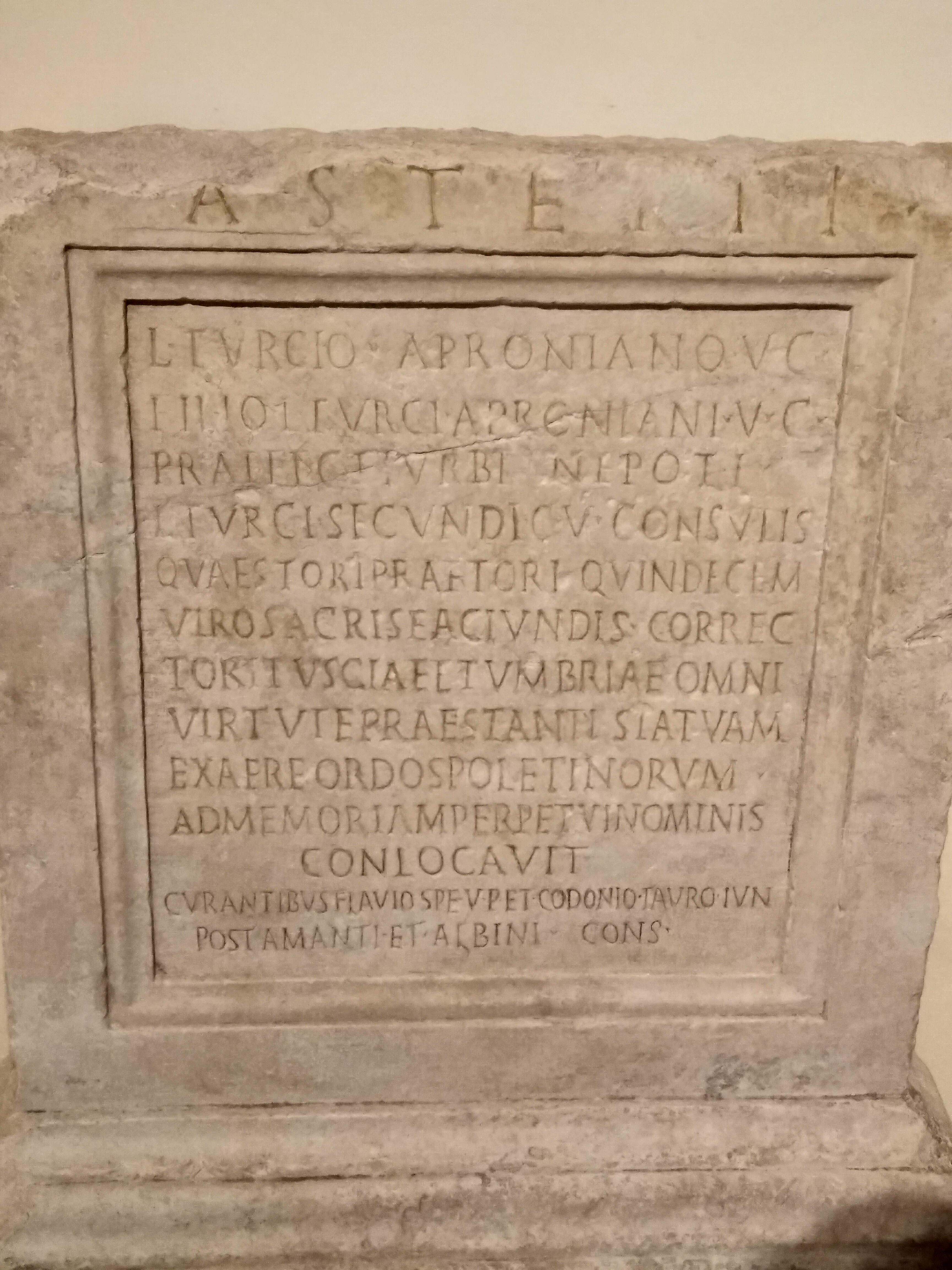
Base di una statua un bronzo eretta nel 346 dai cittadini di Spoletium a Lucio Turcio Aproniano Asterio, già governatore di Tuscia et Umbria (342) e successivamente praefectus urbi di Roma (362–364). L'iscrizione riporta il nome del nonno, Lucio Turcio Secondo, e del padre, Lucio Turcio Aproniano, oltre alle magistrature civili e religiose ricoperte da Asterio.

La gens Turcia fu una famiglia romana che durante il tardo Impero romano ebbe diversi esponenti che raggiunsero posizioni elevate e prestigiose nell'amministrazione imperiale.
L'origine della famiglia è stata identificata con la regione della Lucania.

## Membri
Tra i membri di questa famiglia si ricordano:
- Lucio Turcio Faesasio Aproniano, senatore e console tra il 250 e il 280, marito di Emilia Callista e padre di Turcia Marcella;[1]
- Lucio Turcio Secondo, forse figlio del precedente, console suffetto sotto Costantino I, probabilmente tra il 312 e il 315;[1]
- Lucio Turcio Aproniano, forse figlio minore del precedente, in passato ritenuto governatore di Lucania et Bruttium nel 323 (sulla base di un'iscrizione)[2], certamente praefectus urbi di Roma nel 339;[1]
- Lucio Turcio Aproniano Asterio, figlio del precedente, governatore di Tuscia et Umbria (342) e praefectus urbi (362–364);[3]
- Lucio Turcio Secondo Asterio, figlio di Aproniano e fratello di Aproniano signo Asterio, governatore di Picenum et Flaminia;[3]
- Lucio Turcio Secondo Asterio, forse da identificarsi col precedente, senatore, marito di Paterna Eunomia;[4]
- Turcio Secondo e Proiecta Turcia, proprietari del tesoro dell'Esquilino;
- Turcio Aproniano, marito di Avita e padre di Eunomia;
- Turcio Rufio Aproniano Asterio, praefectus urbi e console (494)

## Possedimenti e residenze
Nella sola città di Volcei, in Lucania, secondo un catasto del 323, i Turcii possedevano almeno settanta fondi agricoli.
È probabile che la famiglia avesse la sua casa principale a Roma nella zona dell'Esquilino dove risiedette il ramo principale della famiglia, quello di Aproniano Asterio, e che una seconda casa si trovasse nella zona di piazza San Marco, residenza del ramo cadetto della famiglia, quello di Secondo Asterio (qui fu eretta la statua di Paterna Eunomia); in epoca successiva il ramo principale si sarebbe estinto e i discendenti di Secondo Asterio si sarebbero trasferiti nella casa sull'Esquilino dove fu poi nascosto il tesoro dell'Esquilino appartenuto a un suo discendente, di nome Turcio Secondo, e alla di lui moglie, Proiecta Turcia.

## Religione

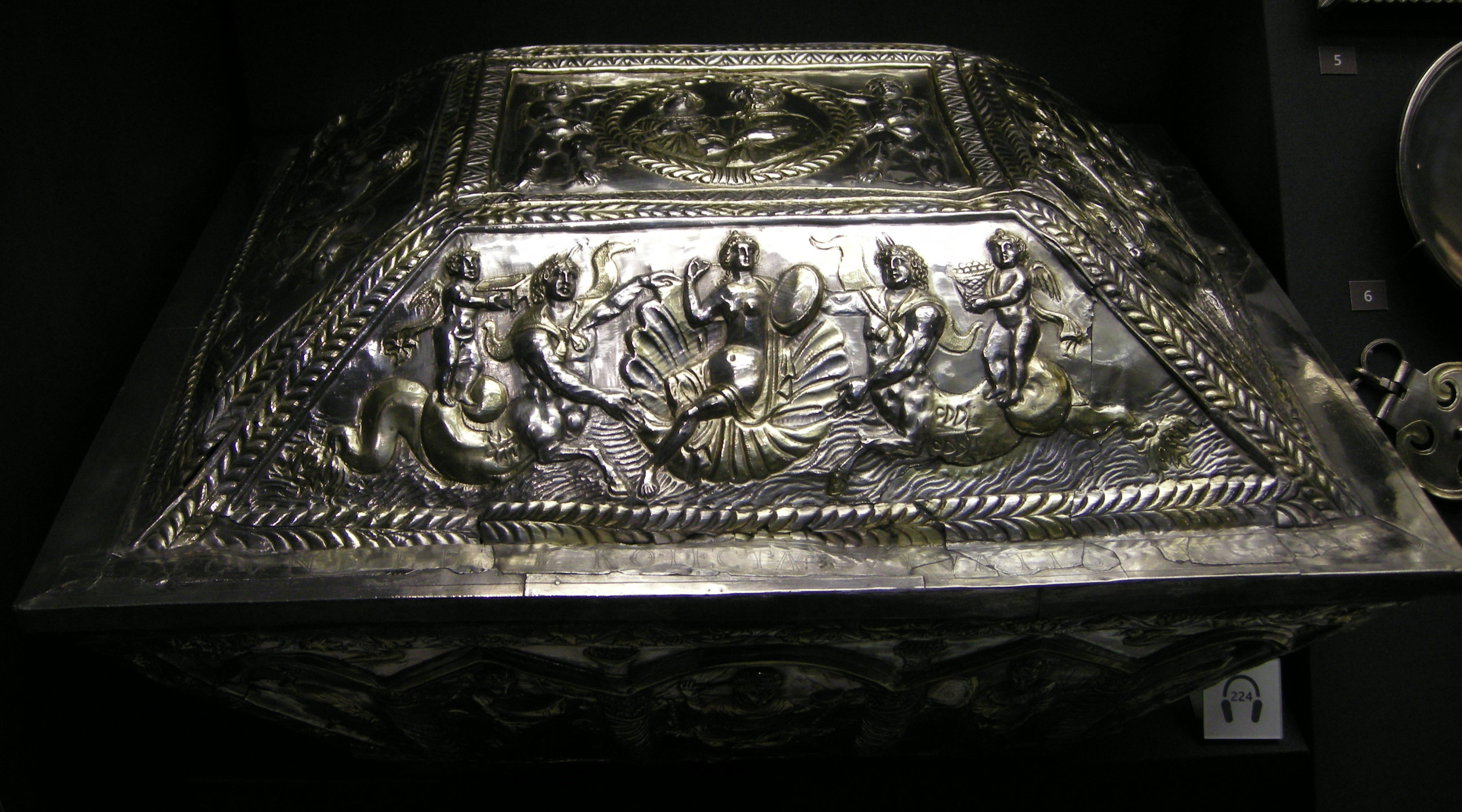
Il «cofanetto di Proiecta», ritrovato insieme al resto del tesoro dell'Esquilino in quella che doveva essere la casa di famiglia dei Turcii sull'Esquilino, appartenne a una giovane coppia di sposi, Turcio Secondo e Proiecta, raffigurati sul coperchio e oggetto dell'invocazione augurale «Vivatis in Christo».

Originariamente pagani, in qualità di famiglia aristocratica connessa all'amministrazione imperiale i Turcii si trovarono coinvolti nei cambiamenti che colpirono l'aristocrazia senatoriale romana con l'ascesa del Cristianesimo a religione favorita dagli imperatori prima e a religione di Stato successivamente.
Agli inizi del IV secolo Lucio Turcio Aproniano e i suoi due figli (Lucio Turcio Aproniano Asterio e Lucio Turcio Secondo Asterio) furono certamente pagani, entrando a far parte di alcuni collegi religiosi collegati con la classe senatoria come quello dei Quindecemviri sacris faciundis. Intorno agli anni 380 però Turcio Secondo si convertì probabilmente al Cristianesimo, come attestato da un cofanetto nuziale appartenuto alla moglie Proiecta in cui è presente l'iscrizione «Vivatis in Christo»: probabilmente Proiecta (che forse va identificata con l'omonima donna morta a sedici anni nel 383 e commemorata da papa Damaso) era cristiana e Turcio Secondo o cristiano o catecumeno. Uno dei Turcii di maggiore rilievo degli anni successivi fu Turcio Aproniano, pagano, che però sposò una cristiana, Avita, e fu convertito al Cristianesimo dalla zia della sposa, Melania l'anziana.